# السلطة الرابعة

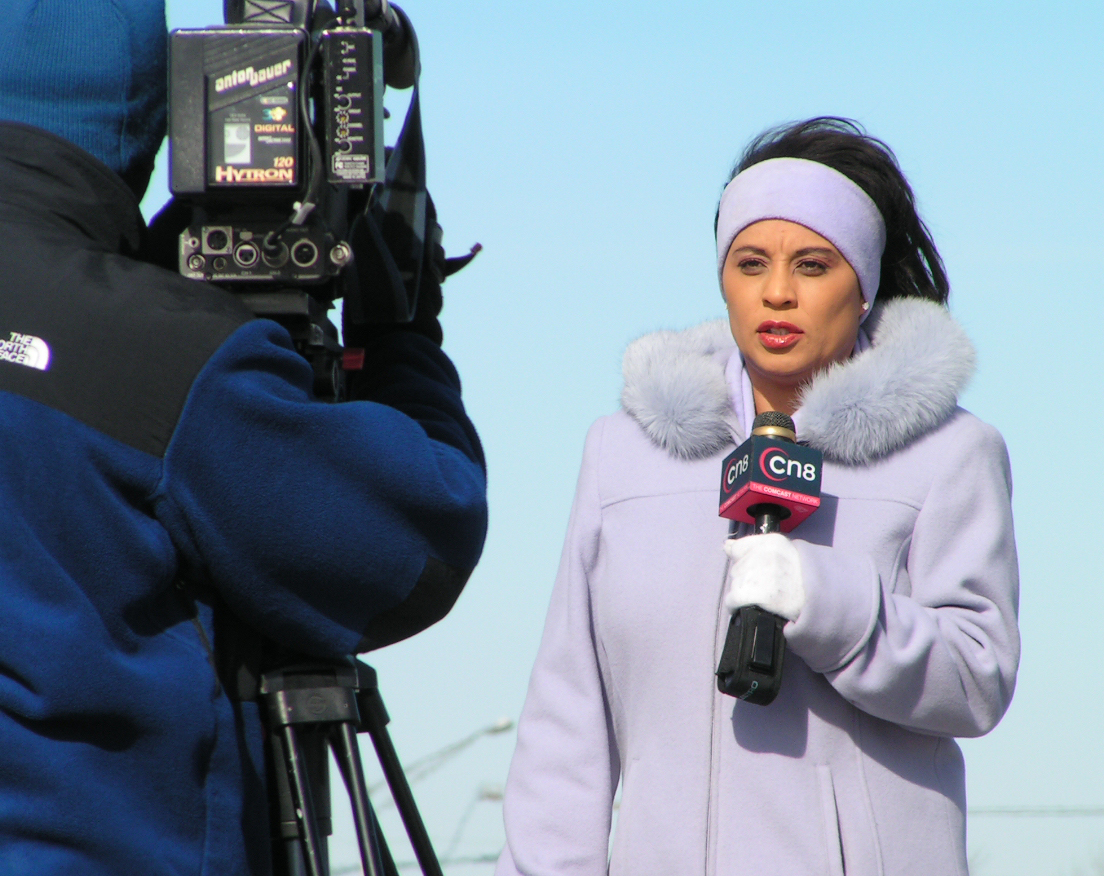
هذه الأيام، تعد مثل هذه المراسلة التلفزيونية جزءاً من السلطة الرابعة

يُطلق مصطلح السلطة الرابعة (بالإنجليزية: Fourth Estate)‏ على وسائل الإعلام عمومًا وعلى الصحافة بشكل خاص.
ويستخدم المصطلح اليوم في سياق إبراز الدور المؤثر لوسائل الإعلام ليس في تعميم المعرفة والتوعية والتنوير فحسب، بل في تشكيل الرأي، وتوجيه الرأي العام، والإفصاح عن المعلومات، وخلق القضايا، وتمثيل الشعب.
ومنذ أول ظهورٍ مشهورٍ له منتصف القرن التاسع عشر، استخدم المصطلح بكثافة انسجامًا مع الطفرة التي رافقت الصحافة العالمية منذ ذلك الحين، ليستقر أخيرًا على معناه الذي يشير بالذات إلى الصحافة وبالعموم إلى وسائل الاتصال الجماهيري، كالإذاعة والتلفاز.
ويبدو أن تعبير «السلطة الرابعة» تعرض إلى فهم خاطئ في اللغة العربية، إذ يكثر ربطه بالسلطات الحكومية الثلاث، التشريعية والتنفيذية والقضائية، باعتبار أن الصحافة -أو وسائل الإعلام عمومًا- هي سلطة رابعة نظير ما لها من تأثير؛ إلا أن السلطة المعنية في المصطلح، تبعًا لمن أطلقه أول مرة، هي القوة التي تؤثر في الشعب وتعادل، أو تفوق، قوة الحكومة.

## تاريخ

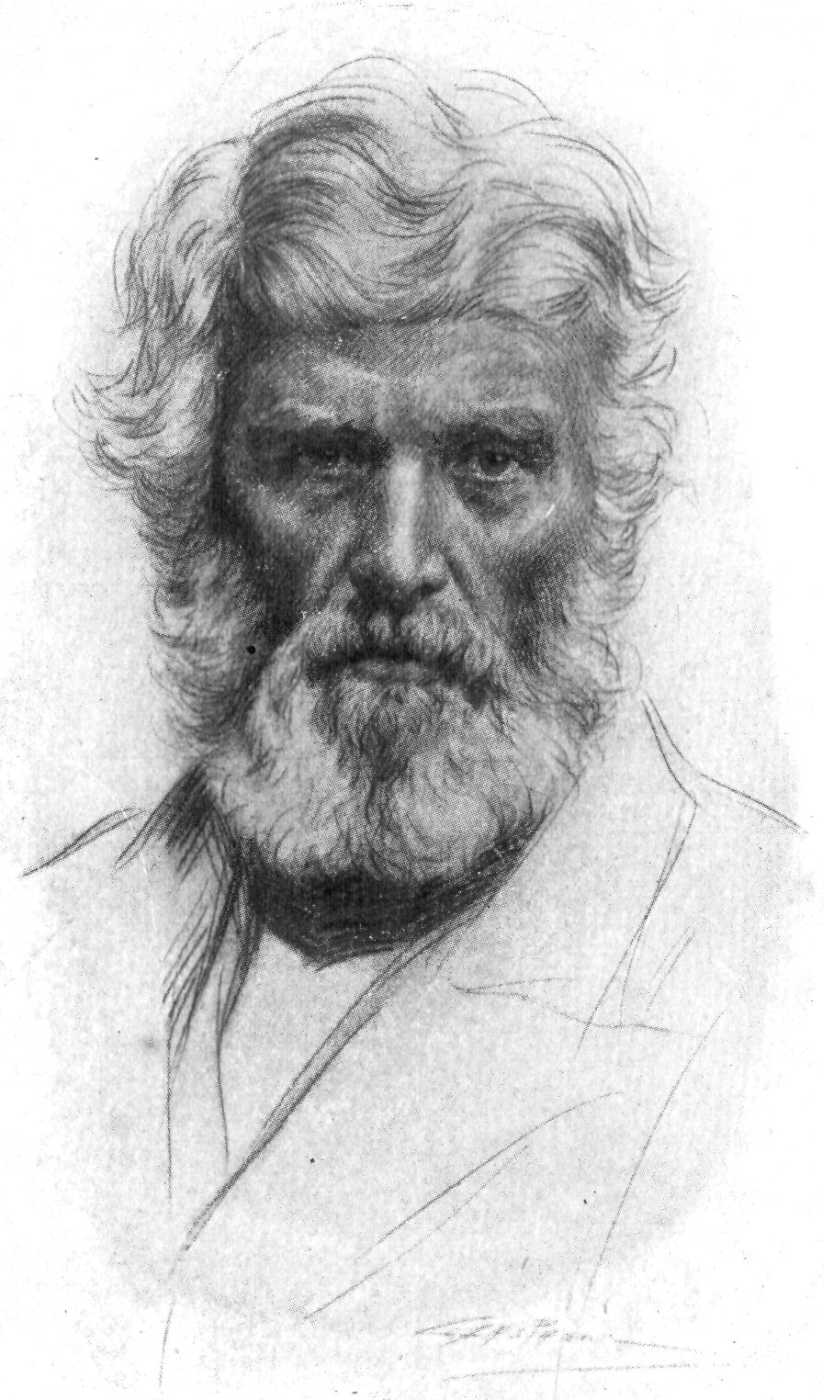
يدور اتفاق واسع حول دور المؤرخ توماس كارليل في إشهار مصطلح السلطة الرابعة

يدور الجدل حول أول من أطلق تعبير «السلطة الرابعة»، إلا أن اتفاقًا واسعًا ينعقد حول دور المؤرخ الاسكتلندي توماس كارليل في إشهار المصطلح وذلك من خلال كتابه «الأبطال وعبادة البطل» (1841) حين اقتبس عبارات للمفكر الإيرلندي إدموند بيرك أشار فيها الأخير إلى الأحزاب الثلاثة (أو الطبقات) التي تحكم البلاد ذلك الوقت، رجال الدين والنبلاء والعوام، قائلًا إن المراسلين الصحفيين هم الحزب الرابع -«السلطة الرابعة»- الأكثر تأثيرًا من كافة الأحزاب الأخرى.
كما يبدو أن بيرك كان في ذهن كارليل عندما كتب الأخير في مؤلفه «الثورة الفرنسية» (1837) عبارة أورد فيها المصطلح أيضًا.
أما الروائي الإنجليزي هنري فيلدنج فيبرز باعتباره أول مستخدم معروف لتعبير (fourth Estate) في كتابة له عام 1752.